# Закіров Марат Сагітович
Закіров Марат Сагітович (8 листопада 1973) — російський ватерполіст.
Срібний призер Олімпійських Ігор 2000 року, бронзовий призер 2004 року.
Бронзовий призер Чемпіонату світу з водних видів спорту 2001 року.
Переможець Кубка світу 2002 року.